# Sospita keiana
Sospita keiana är en fjärilsart som beskrevs av Rothschild 1904. Sospita keiana ingår i släktet Sospita och familjen juvelvingar. Inga underarter finns listade i Catalogue of Life.